# Бобровский 1-й (Воронежская область)
Бобровский 1-й — посёлок в Бобровском районе Воронежской области России. Входит в состав Юдановского сельского поселения.

## География
Находится на правом берегу реки Икорец, на притоке которого в посёлке устроен пруд. Расположен на севере Юдановского сельского поселения и на севере Бобровского района. С северо-запада к посёлку практически вплотную примыкает хутор Прохладный.

## История
Основан в 1920 году переселенцами из города Бобров. Первоначально в поселке работал колхоз «Вулкан», который позднее был реорганизован в Бобровский совхоз. До 1975 года действовала школа В годы советской власти в поселке находилось отделение Бобровского совхоза (№ 3), зерновой ток и молочно-товарная ферма.

## Население
| 2000 | 2005 | 2010 |
| ---- | ---- | ---- |
| 36   | ↘24  | ↘11  |

В советское время население составляло 30 человек, численность дворов — около 70.
На 2016 год было 4 жилых дома и 15 дачных.